# بوژوو نووه
بوژوو نووه (به لهستانی:  Bożewo Nowe) یک روستا در لهستان است که در گمینا موخووو واقع شده‌است.